# Sezon 2011/2012 w hokeju na lodzie
Sezon 2011/2012 w hokeju na lodzie to artykuł dotyczący rozgrywek reprezentacyjnych oraz klubowych w tej dyscyplinie sportu. W haśle zostały zawarte podia zawodów mistrzowskich, ligowych oraz towarzyskich.

## Rozgrywki reprezentacyjne
Największą imprezą sezonu będą 76. mistrzostwa świata mężczyzn w Sztokholmie i Helsinkach. W turnieju Elity weźmie udział szesnaście najlepszych zespołów na świecie. Tytułu z roku 2011 będzie bronić reprezentacja Finlandii. Kobiety o tytuł mistrza świata rywalizować będą w Burlington w Stanach Zjednoczonych. W turnieju wystąpi osiem najlepszych drużyn na świecie. Tytułu sprzed roku będą bronić zawodniczki Stanów Zjednoczonych.
Ponadto hokeiści i hokeistki wezmą udział w I Zimowych Igrzyskach Olimpijskich Młodzieży.
Z turniejów o randze mistrzowskiej odbyły się mistrzostwa świata juniorów w dwóch kategoriach wiekowych: do lat 20 i do lat 18 oraz mistrzostwa świata juniorek.
Cztery najlepsze drużyny europejskie uczestniczą w czterech turniejach należących do cyklu Euro Hockey Tour: Karjala Cup, Channel One Cup, Oddset Hockey Games oraz Kajotbet Hockey Games.

### Mistrzostwa świata
| Impreza                     | Miejsce             | Złoto             | Srebro            | Brąz       |
| Mistrzostwa Świata          | Helsinki, Sztokholm | Rosja             | Słowacja          | Czechy     |
| Mistrzostwa Świata Kobiet   | Burlington          | Kanada            | Stany Zjednoczone | Szwajcaria |
| Mistrzostwa Świata U-20     | Calgary, Edmonton   | Szwecja           | Rosja             | Kanada     |
| Mistrzostwa Świata U-18     | Brno, Znojmo        | Stany Zjednoczone | Szwecja           | Kanada     |
| Mistrzostwa Świata Juniorek | Zlin, Przerów       | Kanada            | Stany Zjednoczone | Szwecja    |

### Zimowe igrzyska olimpijskie młodzieży
| Impreza          | Miejsce   | Złoto     | Srebro  | Brąz   |
| Turniej Mężczyzn | Innsbruck | Finlandia | Rosja   | Kanada |
| Turniej Kobiet   | Innsbruck | Szwecja   | Austria | Niemcy |

### Euro Hockey Tour
| Impreza                                 | Miejsce                                 | Złoto     | Srebro    | Brąz      |
| Karjala Cup                             | Helsinki, Örnsköldsvik                  | Rosja     | Finlandia | Czechy    |
| Channel One Cup                         | Moskwa, Chomutov                        | Szwecja   | Czechy    | Rosja     |
| Oddset Hockey Games                     | Sztokholm, Helsinki                     | Szwecja   | Czechy    | Finlandia |
| Kajotbet Hockey Games                   | Brno, Petersburg                        | Finlandia | Czechy    | Rosja     |
| Klasyfikacja generalna Euro Hockey Tour | Klasyfikacja generalna Euro Hockey Tour | Czechy    | Finlandia | Rosja     |

## Rozgrywki klubowe
Najważniejsze rozgrywki klubowe - liga National Hockey League rozpoczęła sezon 6 października 2011 roku. Zwycięzca Pucharu Stanleya zostanie wyłoniony w czerwcu 2012 roku. W walce o to trofeum uczestniczy 30 drużyn: 23 pochodzących ze Stanów Zjednoczonych oraz 7 z Kanady. Obrońcą tytułu była drużyna Boston Bruins.
Meczem o Puchar Otwarcia 2011, swój czwarty sezon w historii 7 września 2011 roku rozpoczęła Kontinientalnaja Chokkiejnaja Liga zrzeszająca 19 drużyn rosyjskich oraz po jednej białoruskiej, łotewskiej, kazachskiej i słowackiej. W związku z katastrofą samolotu na pokładzie, którego znajdowali się hokeiści Łokomotiwu Jarosław, zespół ten został wycofany z rozgrywek. Zdobywcę Pucharu Gagarina poznamy najpóźniej 25 kwietnia 2012 roku. Obrońcą tytułu jest drużyna Saławat Jułajew Ufa.
Nie odbyła się trzecia edycja Hokejowej Ligi Mistrzów. Rozgrywki odwołano z powodów finansowych. W 15. edycji Pucharu Kontynentalnego triumfował francuski zespół Dragons de Rouen.
Po raz drugi odbył się turniej European Trophy, w którym uczestniczą najlepsze zespoły z lig szwedzkiej, fińskiej, niemieckiej, czeskiej austriackiej i słowackiej. Zwycięstwo w turnieju zapewniła sobie drużyna EC Red Bull Salzburg.
W Szwajcarii odbyła się 85. edycja Pucharu Spenglera, w której zwyciężył klub HC Davos.
Po raz 56. polscy hokeiści walczą o Mistrzostwo Polski. W obecnej formule rozgrywek o ten tytuł rywalizuje osiem zespołów. W rozegranym po raz 14. finale Pucharu Polski triumfował zespół Ciarko PBS Bank KH Sanok.

### Europejskie Puchary
| Rozgrywki            | Nazwa trofeum       | Termin rozgrywek                    | Triumfator           | Finalista          |
| Liga Mistrzów        | Silver Stone Trophy | Rozgrywki odwołano                  | Rozgrywki odwołano   | Rozgrywki odwołano |
| Puchar Kontynentalny | –                   | 30 września 2011 – 15 stycznia 2012 | Dragons de Rouen     | Junost Mińsk       |
| European Trophy      | –                   | 11 sierpnia 2011 – 18 grudnia 2011  | EC Red Bull Salzburg | Jokerit            |
| Puchar Spenglera     | Puchar Spenglera    | 26 grudnia 2011 – 31 grudnia 2011   | HC Davos             | Dinamo Ryga        |

### Rozgrywki w Polsce
| Rozgrywki            | Nazwa trofeum | Termin rozgrywek                     | Triumfator               | Finalista           |
| Polska Liga Hokejowa | –             | 13 września 2011 – 19 marca 2012     | Ciarko PBS Bank KH Sanok | Cracovia            |
| I liga polska        | –             | 1 października 2011 – 13 marca 2012  | HC GKS Katowice          | –                   |
| II liga polska       | –             | 22 października 2011 – 24 marca 2012 | PTH Poznań               | WTH Wrocław         |
| Puchar Polski        | –             | 26 sierpnia 2011 - 29 grudnia 2011   | Ciarko PBS Bank KH Sanok | Aksam Unia Oświęcim |

### Rozgrywki ligowe
| Rozgrywki           | Nazwa trofeum   | Termin rozgrywek                    | Triumfator                   | Finalista                     |
| NHL                 | Puchar Stanleya | 6 października 2011 – 2012          | Los Angeles Kings            | New Jersey Devils             |
| KHL                 | Puchar Gagarina | 7 września 2011 – 25 kwietnia 2012  | OHK Dinamo                   | Awangard Omsk                 |
| SM-liiga            | Kanada-malja    | 15 września 2011 – 23 kwietnia 2012 | JYP                          | Pelicans                      |
| Elitserien          | Puchar Le Mata  | 13 września 2011 – 19 kwietnia 2012 | Brynäs IF                    | Skellefteå AIK                |
| Tipsport extraliga  | –               | 16 września 2011 – 19 kwietnia 2012 | HC ČSOB Pojišťovna Pardubice | HC Kometa Brno                |
| Tipsport extraliga  | –               | 16 września 2011 – 21 kwietnia 2012 | Slovan Bratysława            | HC Koszyce                    |
| NLA                 | –               | 9 września 2011 – 17 kwietnia 2012  | ZSC Lions                    | SC Bern                       |
| DEL                 | –               | 16 września 2011 – 24 kwietnia 2012 | Eisbären Berlin              | Adler Mannheim                |
| EBEL                | –               | 9 września 2011 – 1 kwietnia 2012   | Black Wings Linz             | EC KAC                        |
| GET-ligaen          | –               | 10 września 2011 – 13 kwietnia 2012 | Stavanger Oilers             | Lørenskog IK                  |
| Open Liga           | –               | 7 września 2011 – 1 kwietnia 2012   | Mietałłurg Żłobin            | Nioman Grodno                 |
| Samsung Premjerliga | –               | 17 września 2011 – 12 kwietnia 2012 | Liepājas Metalurgs           | HK Ozolnieki/Monarhs          |
| PHL                 | –               | 16 września 2011 – 25 marca 2012    | Donbas-2 Donieck             | Sokił Kijów                   |
| Czempionat          | –               | 10 września 2011 – 26 kwietnia 2012 | Bejbarys Atyrau              | Irtysz Pawłodar               |
| EIHL                | –               | 3 września 2011 – 8 kwietnia 2012   | Belfast Giants               | –                             |
| Ligue Magnus        | Puchar Magnusa  | 17 września 2011 – 7 kwietnia 2012  | Dragons de Rouen             | Brûleurs de Loups de Grenoble |
| Serie A1            | –               | 24 września 2011 – 12 kwietnia 2012 | HC Bolzano                   | HC Pustertal                  |
| Superliga           | –               | 17 września 2011 – 18 marca 2012    | CH Jaca                      | CG Puigcerdà                  |

### Rozgrywki juniorskie krajowe
| Rozgrywki | Nazwa trofeum     | Termin rozgrywek | Triumfator       | Finalista              |
| MHL       | Puchar Charłamowa | 2011 - 2012      | Omskie Jastrieby | Krasnaja Armija Moskwa |